# Coachman's Cove
Coachman's Cove is een gemeente (town) in de Canadese provincie Newfoundland en Labrador.

## Geschiedenis
In 1970 werd het dorp een gemeente met de status van local government community (LGC). In 1980 werden LGC's op basis van de Municipalities Act als bestuursvorm afgeschaft. De gemeente werd daarop automatisch een community om een aantal jaren later uiteindelijk een town te worden.

## Geografie
De gemeente ligt in het noorden van het schiereiland Baie Verte aan de Atlantische noordkust van het eiland Newfoundland.
Vlak voor de kust liggen enkele onbewoonde rotseilandjes, waaronder Guibert Island, Gentille Island, French Island en de Tin Pot Islands.

## Demografie
Coachman's Cove kende, net zoals de meeste kleine dorpen op Newfoundland, tussen 1991 en 2011 een sterke demografische daling. In die periode daalde de bevolkingsomvang van 208 naar 92. Dat komt neer op een daling van 55,8% in twintig jaar tijd. Tegen de regionale trend in groeide het inwoneraantal sindsdien opnieuw geleidelijk terug aan.
| Demografische ontwikkeling van Coachman's Cove tussen 1951 en 2021         |
| -------------------------------------------------------------------------- |
|                                                                            |
| Bron: Statistics Canada (1951–1986, 1991–1996, 2001–2006, 2011–2016, 2021) |